# Bristolski zaljev
Bristolski zaljev (kuskokwim yupik: Iilgayaq, rus. Залив Бристольский) je najistočniji dio Beringovog mora, između 57° i 59° sjeverno, te 157° do 162° zapadno na jugozapadu Aljaske. Zaljev je dug 400 km, a na ulazu širok 290 km. Brojne rijeke utječu u zaljev, uključujući Cinder, Egegik, Igushik, Kvichak, Meshik, Nushagak, Naknek, Togiak i Ugashik.
Gornji dijelovi Bristolskog zaljeva imaju neke od najvećih plima na svijetu. Primjerice, zaljev Nushagak u blizini Dillinghama i obala u blizini Nakneka u zaljevu Kvichak imaju ekstremne plime veće od 10 m, što ih svrstava na osmo mjesto po visini u svijetu. Zajedno s velikim brojem pješčanih sprudova i plićaka, to otežava plovidbu, osobito tijekom jakih vjetrova u tom području, što se događa često. Kao najplići dio Beringovog mora, Bristolski zaljev jedno je od najopasnijih područja za velika plovila.

## Povijest
U davna vremena, veći dio Bristolskog zaljeva bio je suh i obradiv, zajedno s većim dijelom kopnenog mosta na Beringovom moru. U novije vrijeme, blizina bogatstva minerala, životinja i plodova mora privukla je ljude duž njegove obale. Rano rusko i englesko istraživanje dovelo je do većine stranih utjecaja tog područja. Tijekom svog putovanja kroz to područje 1778., slavni britanski moreplovac i istraživač kapetan James Cook nazvao je to područje "u čast admirala grofa od Bristola" u Engleskoj.

### Ranija naselja
Nakon uspostavljanja nekih privremenih naselja u kasnim 1790-ima, Rusko-američka tvrtka poslala je istraživačke grupe da dokumentiraju obalu i obližnja kopnena područja Bristolskog zaljeva. Jedan od njih ucrtao je područje između rijeka Kuskokwim i Nushagak. Izvorno eskimsko selo u Nakneku imalo je različita imena kako su ih zabilježili Rusi nakon što su stigli u to područje 1819. (1821.-"Naugeik"; 1880.- "Kinuyak"; i konačno Naknek kako ga je nazvao kapetan ruske mornarice Tebenkov). Kasnije, 1819., Aleut po imenu Andrej Ustiugov nacrtao je prve detaljnije karte Bristolskog zaljeva. Osim toga, brodovi ruske mornarice proveli su opsežna istraživanja obale Beringovog mora do sredine 19. stoljeća, dajući imena mnogim geografskim obilježjima koja se danas obično koriste: rtovi Konstantin, Chichagof, Menshikof i Greig, planine Veniaminof i Pavlof, jezero Becharof itd. .. Godine 1883. otvorena je prva tvornica konzervi lososa u Bristolskom zaljevu” (Izvorne informacije iz članka o tvornici konzervi daju kontekst o širenju industrije lososa na Aljasci i povijesti rasta.
Utjecaj eksplozije vulkana Katmai 1912. i epidemije gripe 1919. desetkovali su stanovništvo i područje Nakneka. Prema usmenoj povijesti, tada su ostale samo tri izvorne obitelji.

### Drugi svjetski rat
Dana 7. srpnja 1937., stanovnici Aljaske svjedočili su sukobu kada su japanski ribarski brodovi ušli u vode Bristolskog zaljeva s ribarskim koćama od 10.000 tona kako bi lovili losose.
U to je vrijeme Ured za ribarstvo zabranio korištenje motornih plovila, zamki za ribe i plivarica s plivaricama na Aljasci. Ovo je trebalo osigurati 50% izlaza lososa koji se mrijeste, kako bi se zajamčila njihova održivost.
Japanska flota bila je sastavljena od čeličnih brodova na dizelski pogon. Japanci su bili u tehnološkoj prednosti nad američkim ribarima i dominirali su zaljevom tog ljeta.
Godine 1938. SAD su se dogovorile s Japanom da se Japanci suzdrže od ribolova u vodama Aljaske. Taj se sporazum poštovao sve do ulaska Japana i SAD-a u Drugi svjetski rat. U 1950-ima Japan je jačao svoju ribarsku prisutnost na Pacifiku; SAD, Kanada i Japan potpisali su Sporazum o ribarstvu sjevernog Pacifika. Ovaj ugovor zajednički je upravljao resursima regije kako bi se očuvao riblji fond za buduće generacije. Ovaj je sporazum model današnjih međunarodnih propisa o ribarstvu.

## Industrija
Bristolski zaljev dom je najbrojnijeg ribolova Sockeye (crvenog) lososa na svijetu, kao i jakih nizova Chum (pasjeg) lososa, Coho (srebrnog) lososa, kraljevskog lososa i Ružičastog (grbavog) lososa, od kojih se svaki pojavljuje sezonski. Chinook se vraća u svoja slatkovodna mrijestilišta najranije tijekom ljeta, a zatim Sockeye i Chum. Coho i ružičasti losos posljednji doplivaju do svojih mrijestilišta, kasnije tijekom ljeta. Ribolovna aktivnost je vrhunac za određene vrste u vrijeme najveće koncentracije lososa koji se kreće iz slanog Tihog oceana u boćati Bristolski zaljev, a zatim konačno u svoje slatkovodne natalne mrijestiteljske tokove na izvorima mnogih jezera i rijeka u slijevu Bristolskog zaljeva.
U međunarodnim razmjerima, sockeye losos je relativno rijetka riba. Poput drugih divljih vrsta lososa, ulov sockeye varira, ali čini 4 do 7 posto globalne proizvodnje lososa i 13 do 20 posto ulova domaćeg lososa. Između 2011. i 2014. sockeye je činio 5 posto svjetske količine lososa i 15 posto svjetske proizvodnje divljeg lososa.

### Komercijalni ribolov
U Bristolskom zaljevu je najveće lovište lososa na svijetu. Svih pet istočnopacifičkih vrsta mrijesti se u slatkovodnim pritokama zaljeva. Komercijalni ribolov uključuje najveći svjetski ribolov sockeye lososa. Kvijack otječe iz jezera Iliamna, koje je nizvodno od naslaga. Zajedno s haringom i ostalim ribolovom, losos čini gotovo 75% lokalnih poslova.
Tijekom prvih 50 godina komercijalnog ribolova lososa u Bristolskom zaljevu, ribarski brodovi bili su ograničeni na snagu jedra. Kada je ovo ograničenje ukinuto 1951., trebalo je samo sedam kratkih godina da se sva plovila (otprilike 1500) opreme dizelskim ili plinskim motorima. U kasnim 1920-ima donesen je još jedan zakon koji ograničava duljinu čamaca na 32 stope. Ovaj zakon vrijedi i danas.

### Tvornice konzervi
Bristolski zaljev udaljeni je dio Aljaske. Tvornice konzervi čuvaju svježinu lososa koji se uklanja utrobu, čisti i obrađuje na licu mjesta. Te su tvrtke uspostavile prisutnost u zaljevu.
Tvornice uključuju North Pacific Seafoods, Togiak Seafoods, Bristol Bay Setnet, Friedman Family Fisheries, Peter Pan Seafoods, Ekuk Fisheries, Big Creek Shore plant, Coffee Point Seafood, Icicle Seafoods, Wild Premium Salmon, Seafood Enterprises of Alaska, Alaska General Seafoods, Alaska Salmon Wild, Da Kine Enterprise, Extreme Salmon, Great Ruby Fish, My Girl, Naknek Family Fisheries, North Pacific Seafoods, Ocean Beauty, Silver Bay Seafoods, Trident Seafoods, Tulchina Fisheries, Diamond Lodge Smokehouse i Nakeen Homepack.
Glavne gospodarske grane su gospodarski ribolov is njim povezane tvornice konzervi, sportski ribolov, lov i turizam. Broj poslovnih domova, lovačkih i ribolovnih odmarališta i posjetitelja obližnjeg nacionalnog parka i rezervata Katmai eksponencijalno je porastao posljednjih godina. Sportski ribolov još je jedna važna lokalna industrija. Mnogi domovi služe sportskim ribolovcima koji ciljaju na populacije lososa i pastrva u slatkovodnim pritokama. Slatkovodne vrste uključuju grbavu bijelu ribu (Coregonus pidschianpp), pastrvu (Salvelinus malma) i kalifornijsku pastrvu (Oncorhynchus mykiss).
Područje je također doživjelo značajan interes za razvoj nafte i minerala, ponajviše s predloženim rudnikom šljunka na sjevernoj obali jezera Iliamna i aukcijom zakupa područja u južnom području Bristolskog zaljeva poznatom kao Sjeverni Aleutski bazen, području koje je zatvoren za razvoj nafte i plina u moru od moratorija 1998. Nacrt plana Zavoda za upravljanje zemljištem (čeka javne komentare do 5.2.2007.) također predlaže otvaranje većine od 1,500,000 ha u području eksploatacije tvrdih stijena i bušenja nafte i plina.

## Demografija
Najveća zajednica u području Bristolskog zaljeva je Dillingham. Mnoge druge zajednice prošarane su obalom i rijekama Bristolskog zaljeva, uključujući:
- Aleknagik
- Chignik
- Chignik Lagoon
- Chignik Lake
- Clark's Point
- Egegik /ˈɪɡɛɡɪk/
- Ekuk /ˈɛkoʊk/
- Ekwok
- Igiugig /ˈɛdʒiːˈjɔːɡɪɡ/
- Iliamna
- Ivanof Bay
- King Salmon
- Kokhanok
- Koliganek
- Levelock
- Manokotak /mɑːnəˈkoʊtɑːk/
- Naknek
- New Stuyahok /ˈstuːjəhɒk/
- Newhalen
- Nondalton
- Pedro Bay
- Perryville
- Pilot Point
- Pope-Vannoy Landing
- Port Alsworth
- Port Heiden
- Portage Creek
- South Naknek
- Togiak
- Twin Hills
- Ugashik (/juːˈɡæʃɪk/

Sve ove zajednice uglavnom su naseljene domorocima Aljaske, osim Dillinghama i King Salmona; na prvu su rano utjecali zaposlenici tvornice konzervi lososa iz cijelog svijeta, uključujući Europljane i Azijate. King Salmon je bio naseljen vojnim osobljem stacioniranim, prvenstveno tijekom godina Hladnog rata, u Stanici zračnih snaga King Salmon, a kasnije posjetiteljima i zaposlenicima obližnjeg Nacionalnog parka i rezervata Katmai.

## Predloženi rudnik šljunka
Predložen je projekt istraživanja minerala koji istražuje veliko nalazište porfirskog bakra, zlata i molibdena u regiji Bristolskog zaljeva i mogli bi ga poduzeti britansko-australska Rio Tinto grupa i japanski konglomerat Mitsubishi. Northern Dynasty Minerals LLC je 2001. godine uložio pravo na nalazište i sa svojim partnerima uložio 500 milijuna dolara u projekt. Rudarska tvrtka izgubila je sve svoje partnere 2011. zbog sve većih državnih propisa i nepovjerenja svojih partnera.
Zbog procijenjenih 10 milijardi tona rudarskog otpada koji se mora trajno uskladištiti u tom području, koje je aktivna potresna zona, i ekoloških rezultata Rio Tinta, koje mnoge skupine za zaštitu okoliša smatraju lošim, pojavila su se bojazni oko potencijalni utjecaj na područje zaljeva i njegove divlje životinje i stanovnike. U travnju 2003. Agencija za zaštitu okoliša SAD-a objavila je procjenu utjecaja predloženih rudarskih operacija na ribarstvo, divlje životinje i domorodačka plemena na Aljasci. Između 2014. i svibnja 2017. Pebble je nekoliko puta tužio EPA-u. Tvrtka je tvrdila da je EPA nepravedno preuzela opseg rudnika prije nego što je službeno podnijela planove rudarenja. Northern Dynasty Minerals LLC. optužio je vladinu agenciju za dosluh s aktivistima protiv mina kako bi donijela svoje zaključke.
U srpnju 2019. EPA je povukla svoju preventivnu predloženu odluku da se ograniči korištenje područja odlagališta šljunka kao odlagališta. U rujnu 2020., dok se predstavljala kao potencijalni ulagač u rudnik, skupina aktivista za zaštitu okoliša potajno je snimila razgovore s Ronaldom Thiessenom, izvršnim direktorom Northern Dynasty Minerals, i Tomom Collierom, izvršnim direktorom Pebble Limited Partnershipa. Tijekom razgovora Collier i Thiessen detaljno su opisali svoje planove kako pridobiti naklonost izabranih političara od Juneaua do Washingtona, DC kako bi dobili povoljan ishod za odobrenje rudarske operacije. Razgovori su također otkrili da dok tvrtka traži 20-godišnju dozvolu, Thiessen je opisao kako bi ona mogla trajati još 160 godina.
Nakon više od dva desetljeća protivljenja većine stanovnika zaljeva i plemena, Agencija za zaštitu okoliša (EPA) iskoristila je svoje ovlasti prema Zakonu o čistoj vodi 404(c) da zaustavi predloženi projekt rudnika šljunka. EPA je objavila Konačnu odluku koja je izjavila da će nakon opsežnog znanstvenog i tehničkog istraživanja i snažnog angažmana dionika Rudnik šljunka imati neprihvatljive negativne učinke na područja ribolova lososa u slivu Bristolskog zaljeva.

## Vanjske poveznice
- City of Dillingham
- Lake & Peninsula Borough
- Bristol Bay Borough
- Dillingham City School District
- Lake and Peninsula School District
- Southwest Region School District
- Bristol Bay Native Association
- Bristol Bay Native Corporation
- United Tribes of Bristol Bay
- Bristol Bay Forever
- Pebble Watch by Bristol Bay Native Corporation
- Save Bristol Bay

### Tehnička izvješća
- Abundance, age, sex, and size statistics for Pacific herring in the Togiak district of Bristol Bay, 2004 / by Chuck Brazil. Hosted by the Alaska State Publications Program
- Mineral Investigations in the Bristol Bay Mining District Study Area, Southwest Alaska Bureau of Land Management